# Wies (Miesbach)
Wies ist eine Gemarkung und ehemalige Gemeinde im oberbayerischen Landkreis Miesbach.
Die Gemarkung hat eine Fläche von etwa 1468 Hektar und liegt vollständig im Stadtgebiet von Miesbach.

## Geschichte
Die Gemeindefläche betrug am 1. Oktober 1964 1475,67 Hektar. Im Zuge der Gebietsreform in Bayern wurde die Gemeinde Wies zum 1. Mai 1978 mit allen 56 Gemeindeteilen in die Stadt Miesbach eingegliedert.
Einwohnerentwicklung
| Jahr      | 1840 | 1867 | 1900 | 1925 | 1939 | 1950 | 1961 | 1970 |
| --------- | ---- | ---- | ---- | ---- | ---- | ---- | ---- | ---- |
| Einwohner | 542  | 536  | 956  | 1131 | 1214 | 1757 | 1401 | 1370 |

## Ortsteile der ehemaligen Gemeinde Wies
- Aigner
- Anger
- Au
- Bach
- Baumer
- Baumgartner
- Baumstingl
- Berghalde
- Birkner
- Brandhof
- Bucher
- Bucherstocker
- Eberl
- Ed
- Frauenhof
- Gasteig
- Gieshof
- Grießer
- Halmer
- Haselsteig
- Hinterloher
- Höger
- Hof
- Hohenlehen
- Klafflehen
- Köpferl
- Krauthof
- Lichtenau
- Loferer
- Müller am Baum
- Neumühl
- Oberhöger
- Oberhof
- Oberlinner
- Plutzer
- Rain
- Ratzenlehen
- Rauscher
- Reinsberger
- Reisach
- Reit
- Schönberg
- Schopf
- Schopfgraben
- Schweinthal
- Segenhaus
- Siebzger
- Stoib
- Thalhammer
- Unterhöger
- Unterlinner
- Voglsang
- Wachlehen
- Walch
- Wallenburg
- Winkl